# Eburodacrys sulfurifera
Eburodacrys sulfurifera là một loài bọ cánh cứng trong họ Cerambycidae.